# Livro de Nepos
O Livro de Nepos é um dos textos dos apócrifos do Novo Testamento, escrito por bispo egípcio chamado Nepos, de quem nada mais sabemos e cujos ensinamentos eram seguidos principalmente em Arsinoe, na Cilícia segundo Eusébio (História Eclesiástica VII.24). Ele demonstrou ser um literalista estrito, tomando o sentido literal da Bíblia como o único verdadeiro. Seu livro, também conhecido como "Refutação aos alegoristas" era direcionado contra os argumentos do que consideravam certos trechos da Bíblia como mera alegoria. Em particular, o texto buscou desacreditar a posição - minoritária entre os cristãos da época - de que o Apocalipse de João deveria ser interpretado alegoricamente e não literalmente.

## Texto
Entre os ensinamentos presentes no texto está a crença de que Jesus irá vir à Terra e fisicamente reinar como um monarca por mil anos durante uma era de deleite para os justos. Esta crença era considerada como ortodoxa na Igreja antiga (defendida entre outros por Ireneu e por Justino Mártir), algo que foi caindo em desuso e, posteriormente, a Igreja passou a interpretar o Apocalipse como uma alegoria. De fato, Dionísio de Alexandria se sentiu compelido a escrever um texto ("Sobre as promessas") contra ela, ainda que ele tivesse grande estima por Nepos pessoalmente e tentou refutar sua doutrina sem ofendê-lo.
O "Livro de Nepos" era tão popular entre as vilas à volta de Alexandria que Dionísio esteve lá pessoalmente para refutá-lo. Em deferência à Nepos e sua ortodoxia anterior de estrito literalismo, ele o fez de maneira muito educada, entrando em respeitoso diálogo com os habitantes locais e contestando cada um dos argumentos do livro.